# Изумрудная танагра
Изумрудная танагра (лат. Tangara florida) — вид новонёбных птиц из семейства танагровых. Распространён на склонах западных Анд в западной Колумбии (к северу от Чоко) и северо-западном Эквадоре (Эсмеральдас и Пичинча), а также в Коста-Рике и Панаме. Встречается под пологом и на границе влажного замшелого леса, на высоте 0—1200 метров над уровнем моря. Живут парами или небольшими группами. Нередко встречаются в смешанных стайках с другими танаграми. Питаются насекомыми, которых собирают на замшелых древесных веточках, главным образом на их нижней стороне. Длина тела около 13 см.